# Hornillos del Camino
Hornillos del Camino es una localidad y un municipio situados en la provincia de Burgos, en la comunidad autónoma de Castilla y León (España), comarca de Arlanzón, partido judicial de Burgos, cabecera del ayuntamiento de su nombre.
En 2015, en la aprobación por la Unesco de la ampliación del Camino de Santiago en España a «Caminos de Santiago de Compostela: Camino francés y Caminos del Norte de España», España envió como documentación un «Inventario Retrospectivo - Elementos Asociados» (Retrospective Inventory - Associated Components) en el que en el n.º 1168 figura la localidad de Hornillos del Camino, con un ámbito de elementos asociados.

## Geografía
Tiene un área de 14,08 km² con una población de 71 habitantes (INE 2011) y una densidad de 4,69 hab/km².

## Historia
La primera vez que este pueblo aparece en los escritos documentales es en el siglo IX, debido a que por allí pasaba una línea defensiva formada por torres fortaleza de la primitiva Castilla. En aquella época este pueblo era conocido como Forniellos, que significa pequeños hornos, en los que se cocían tejas.
Con los años se fueron creando hasta tres hospitales: el de San Lázaro que estaba destinado a leprosos y peregrinos; el del Santo Espíritu que fue creado para romeros y peregrinos y otro más. Hoy todos han desaparecido. 
En 1936 aparecieron unos sepulcros visigóticos, en los que se encontró bastante cerámica y otros metales de gran valor. Por otro lado, destaca la iglesia parroquial, construida en la plaza del pueblo, que se encuentra totalmente reformada.

## Demografía
Hornillos del Camino cuenta con una población de 47 habitantes (INE 2024).
| Gráfica de evolución demográfica de Hornillos del Camino entre 1842 y 2021 |
| |
| Población de derecho según los censos de población del INE. Población de hecho según los censos de población del INE.En este censo se denominaba Hornallos del Camino: 1842. En estos censos se denominaba Ornillos del Camino: 1877 y 1887. |

| 1991 |  | 1996 |  | 2001 |  | 2004 |  | 2011 |
| ---- |  | ---- |  | ---- |  | ---- |  | ---- |
| 89   |  | 81   |  | 69   |  | 70   |  | 71   |

## Administración y política
| Partidos políticos en el Ayuntamiento de Hornillos del Camino |            |
| Partido político                                              | Concejales |
| Ciudadanos (España) (Ciudadanos)                              | 1          |
| Partido Socialista Obrero Español (PSOE)                      | 1          |
| Partido Popular (PP)                                          | 1          |

## Cultura

### Fiestas
Hornillos cuenta con las siguientes celebraciones:
- Fiesta del Gallo: Tiene lugar a finales de julio y está basada en una antigua leyenda local, que cuenta como unos franceses llegaron al pueblo en la época de la Guerra de Independencia y robaron todas las gallinas.
- Fiestas de san Román: son las celebraciones del santo local, en el mes de noviembre.
- Fiesta del peregrino: se celebra el 25 de julio y consta de verbena música gastronomía juegos antiguos populares y masajes
- Fiesta de San ISidro labrador el 15 de mayo

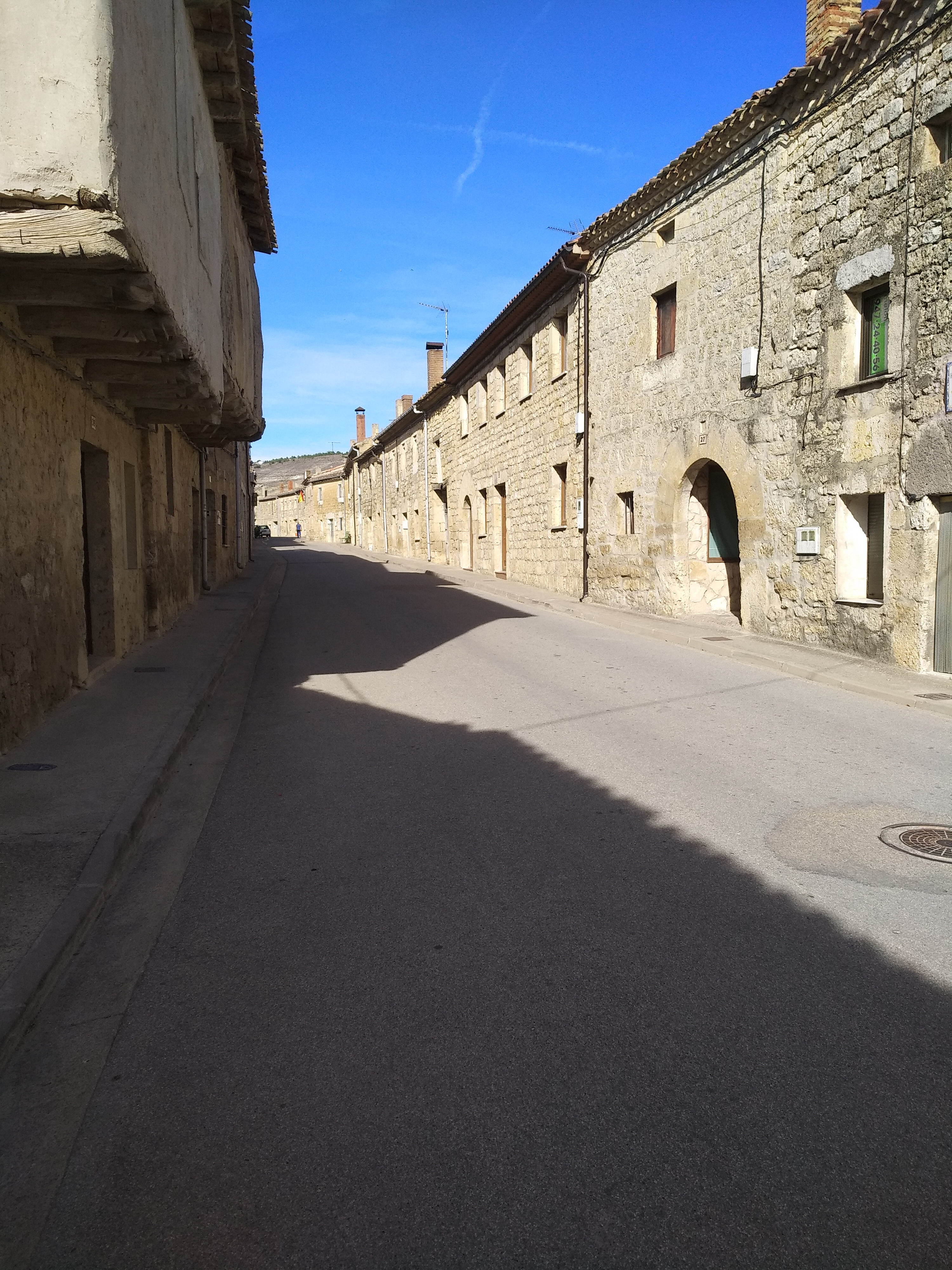
Calle Real
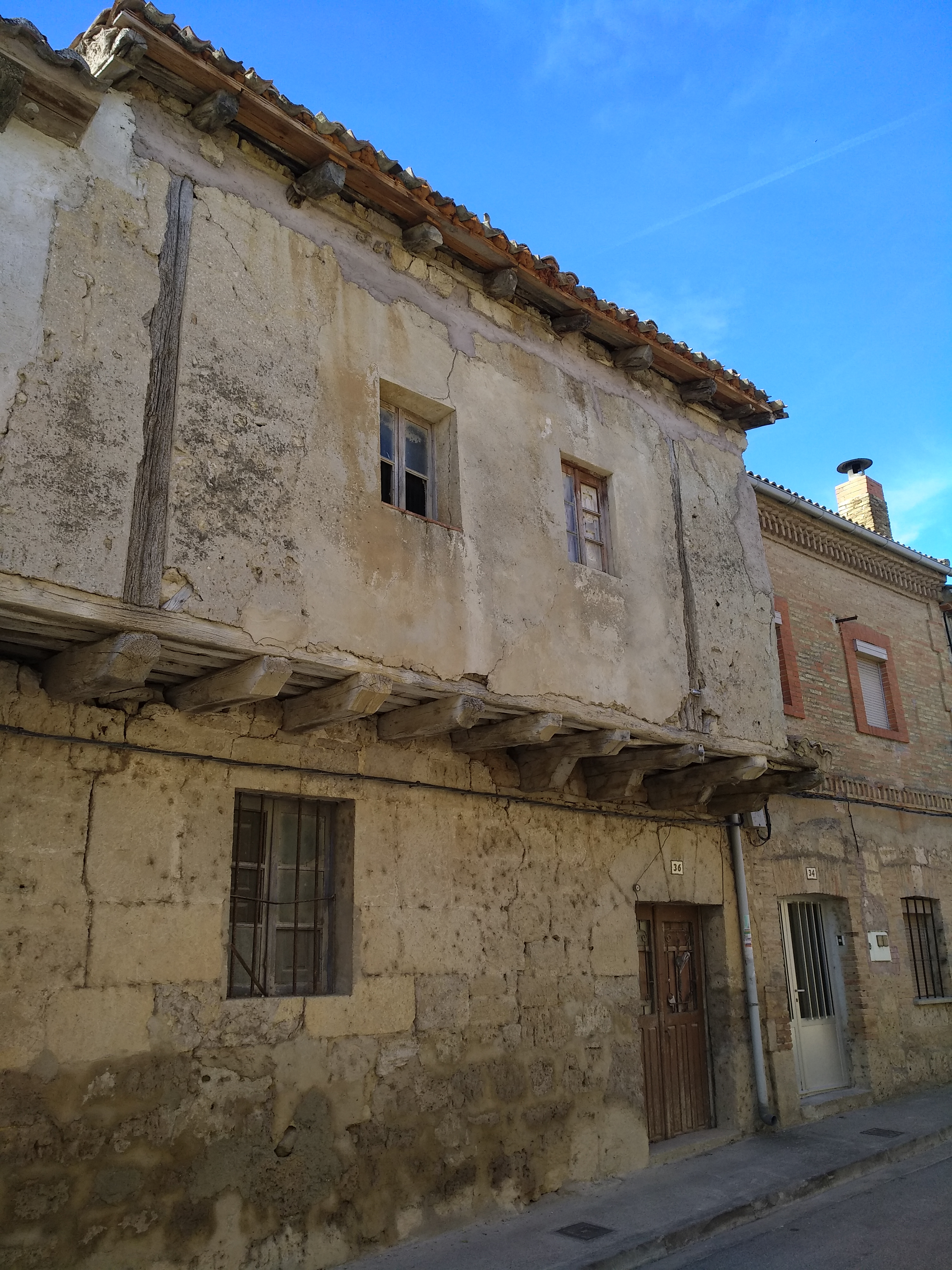
Casa antigua
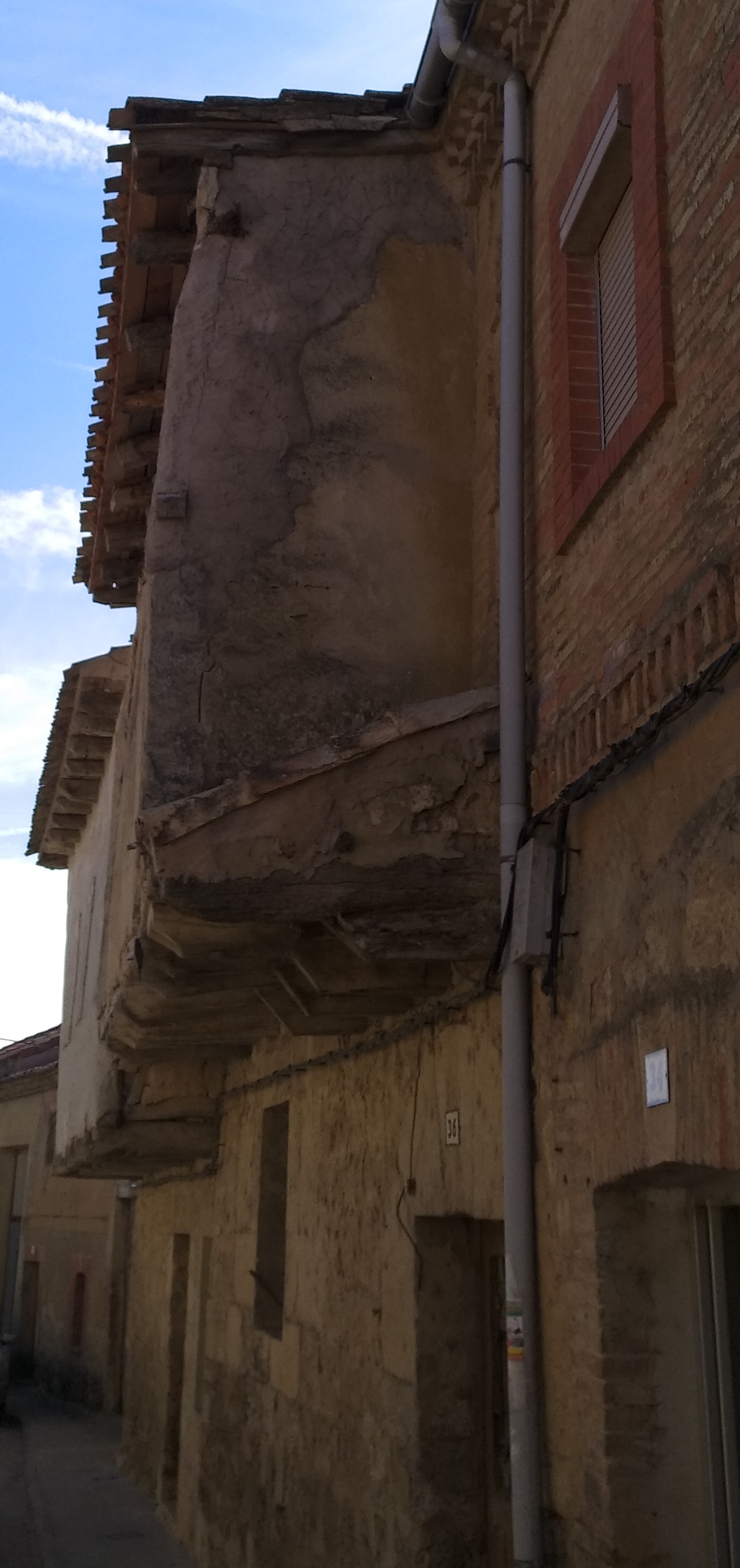
Casa antigua - Detalle
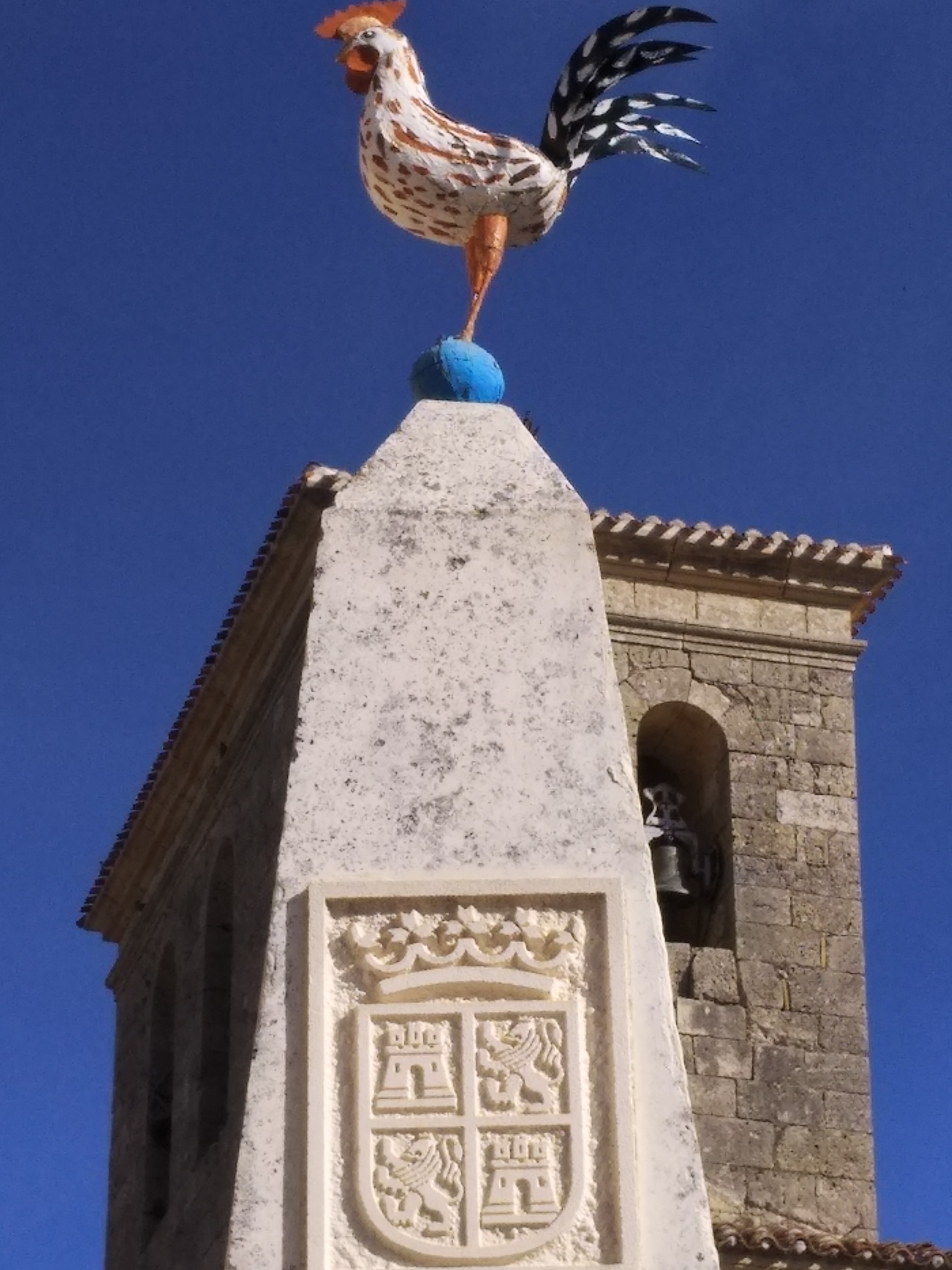
Monolito
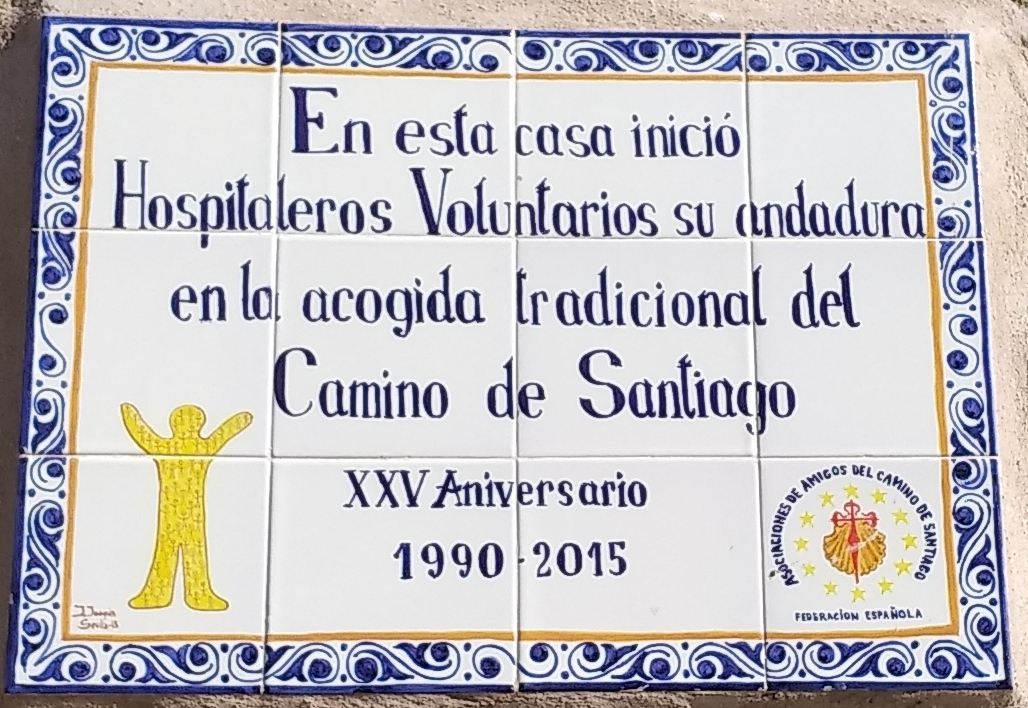
Placa Homenaje a Hospitaleros Voluntarios
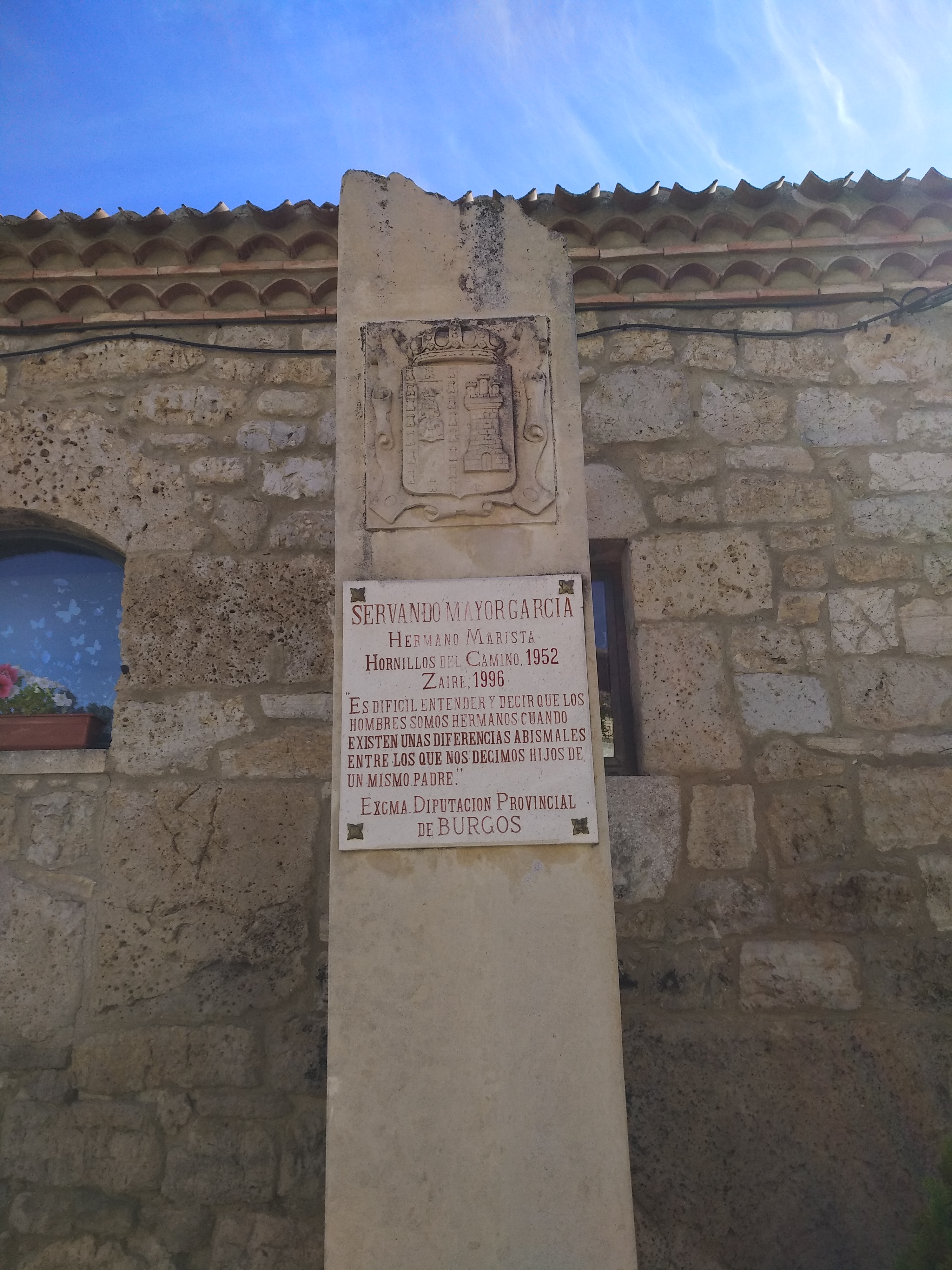
Placa Homenaje a misionero
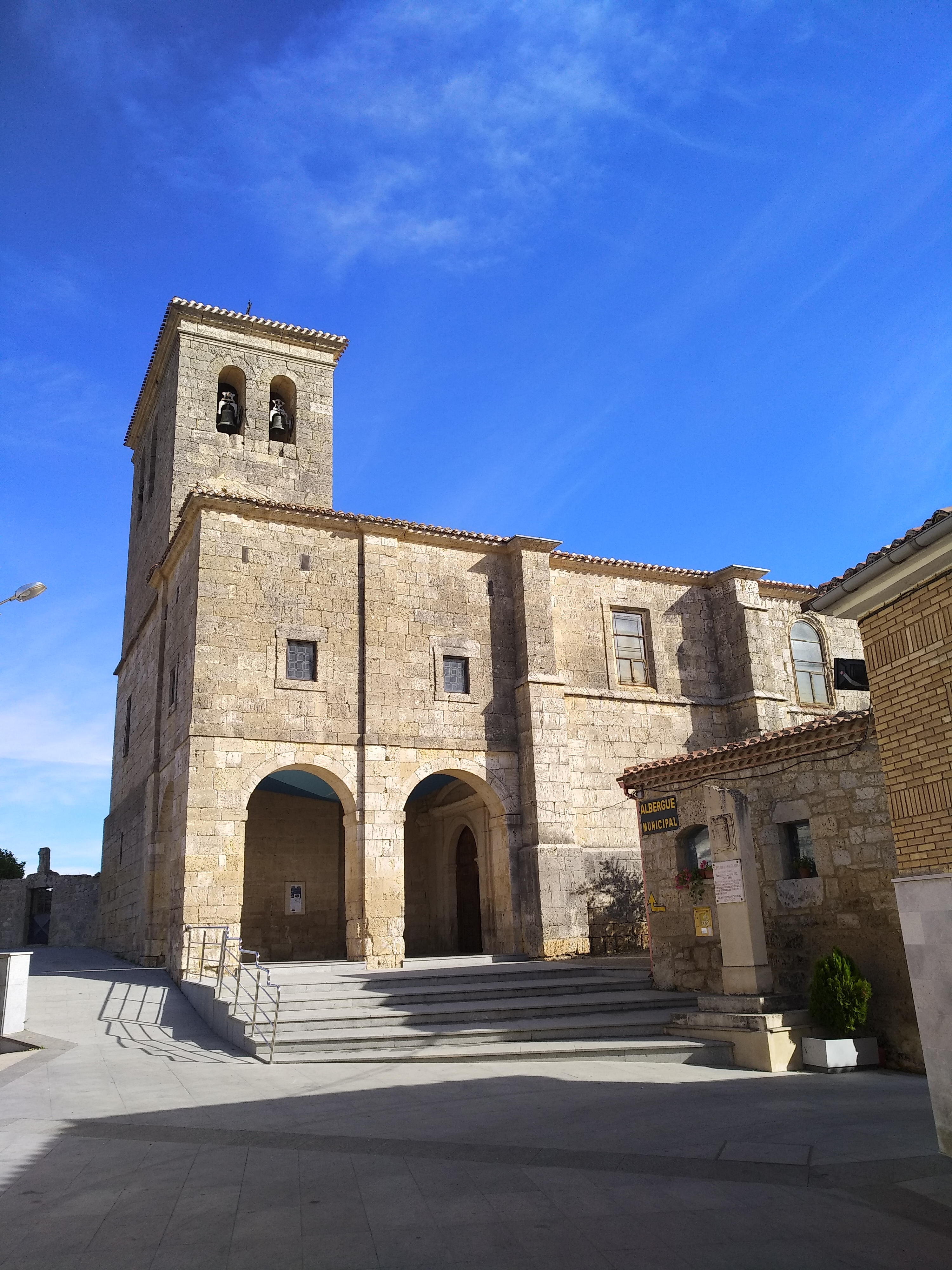
Iglesia parroquial de San Román
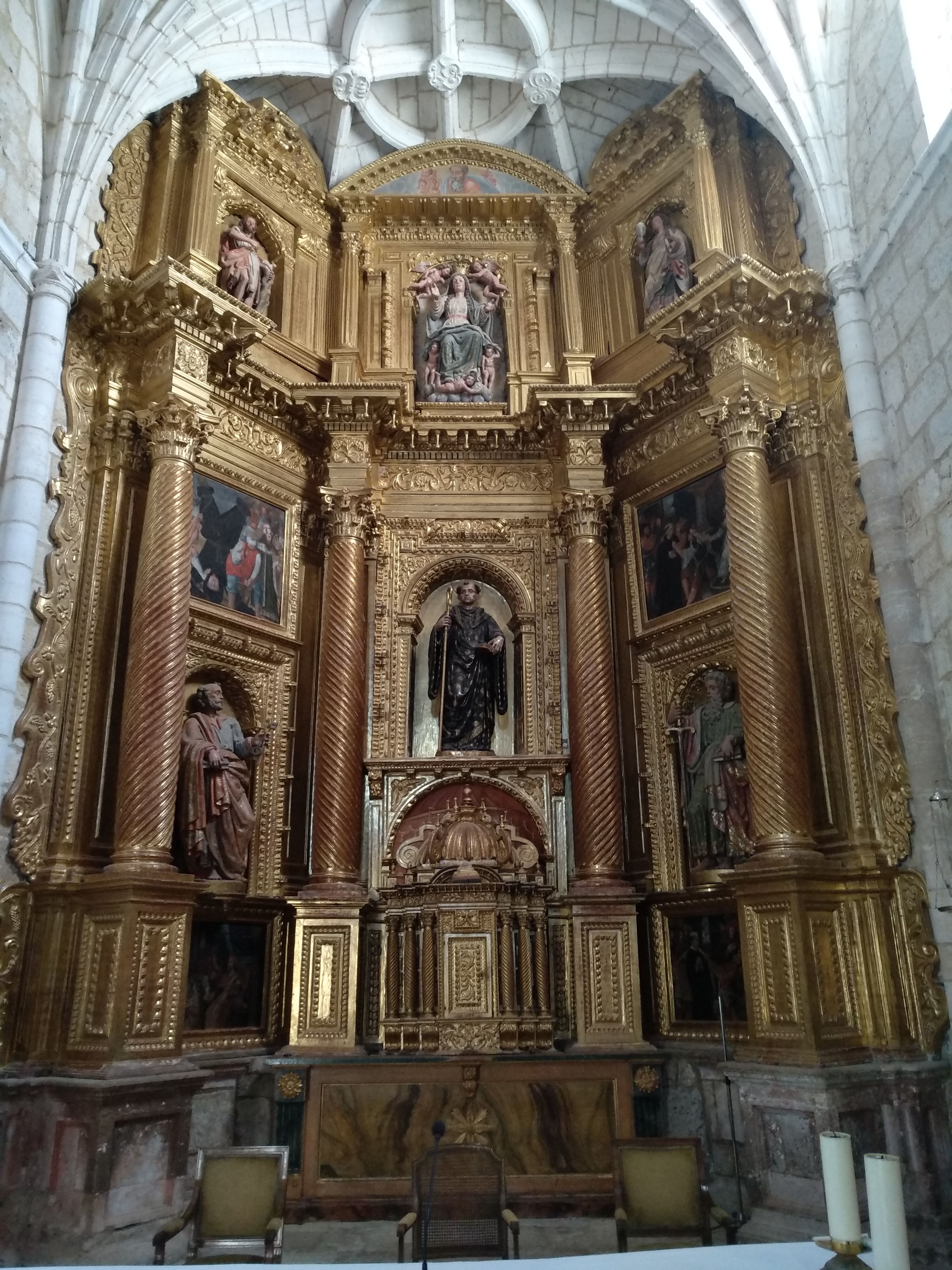
Iglesia parroquial de San Román - Retablo
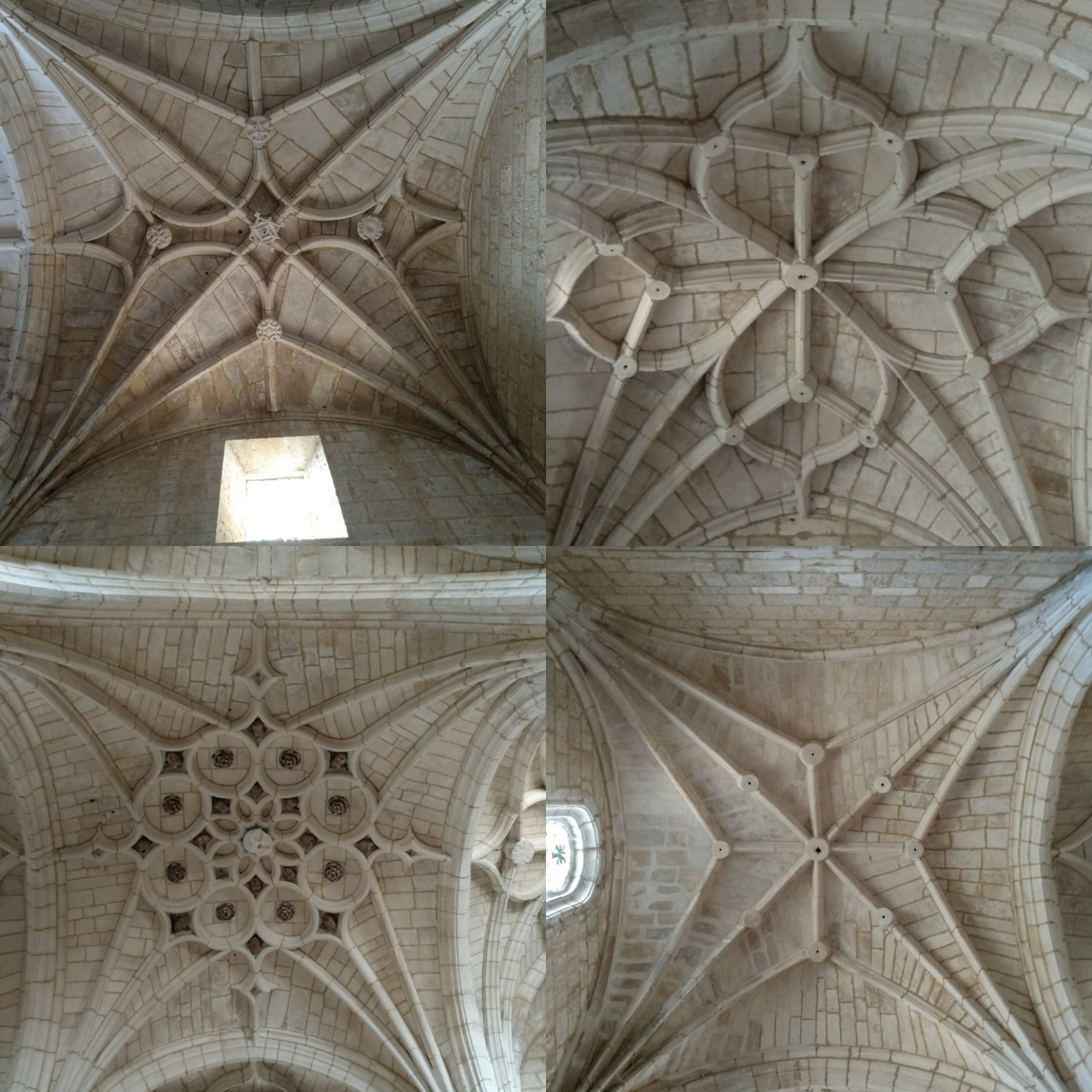
Iglesia parroquial de San Román - Bóvedas de crucería
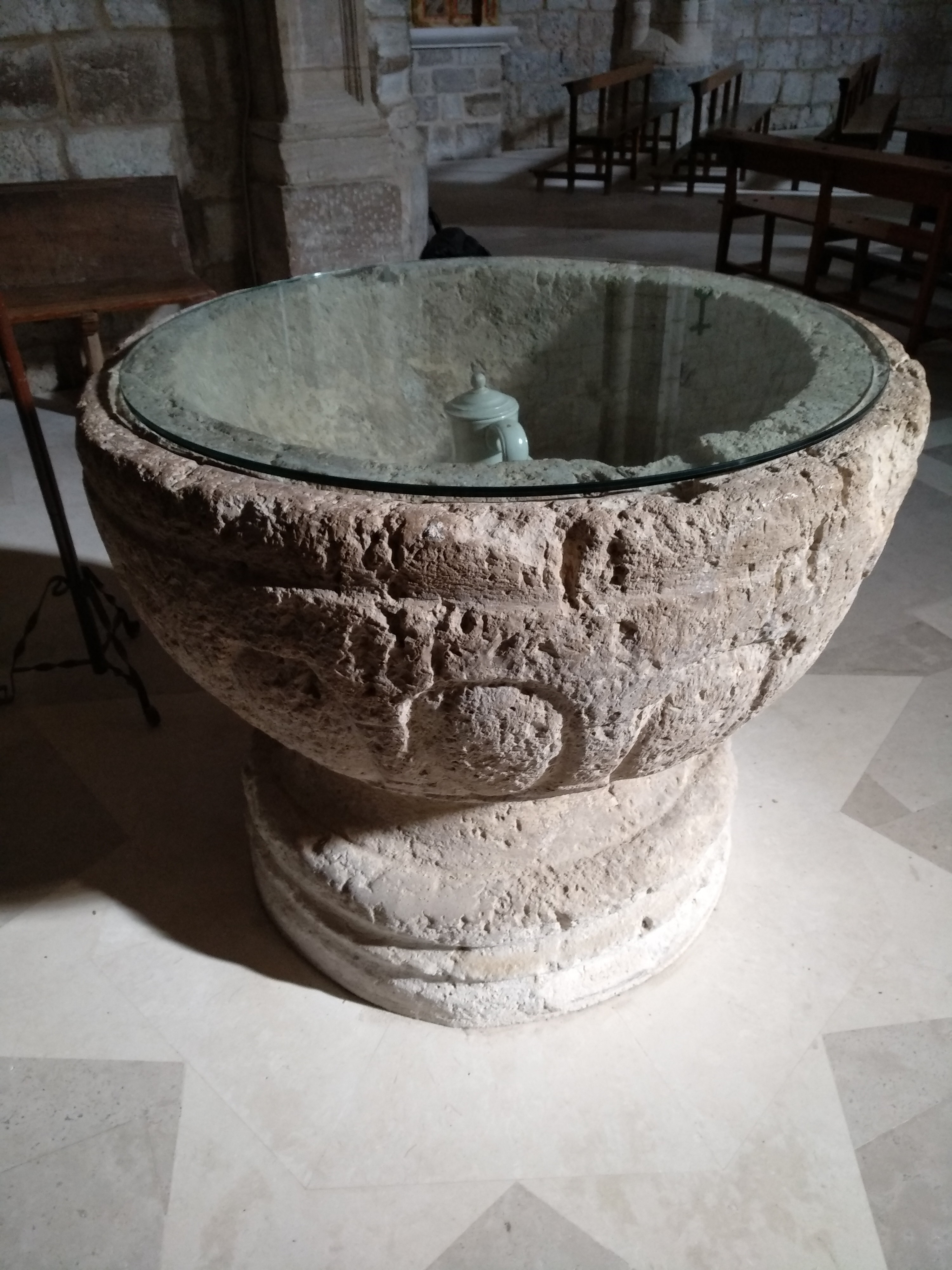
Iglesia parroquial de San Román - Pila bautismal